# 佛牙寺
佛牙寺（Sri Dalada Maligawa）是位於斯里蘭卡南部中央的古城康提湖畔的佛教寺廟。佛牙寺始建於公元1595年，以供奉南無釋迦牟尼佛的佛牙舍利而聞名，於1988年被聯合國世界教科文組織列為世界文化遺產。至今任何一位新任斯里蘭卡總統在宣誓就職以後，都要到佛牙寺拜祭佛牙。

## 佛牙舍利的傳說
南無釋迦牟尼佛涅槃之後，據傳留下兩顆佛牙舍利，其中一顆傳至錫蘭（今斯里蘭卡），一顆傳至烏萇國（今巴基斯坦斯瓦特境內），後又由該國傳到于闐（今中國新疆和闐縣）
。

## 歷史

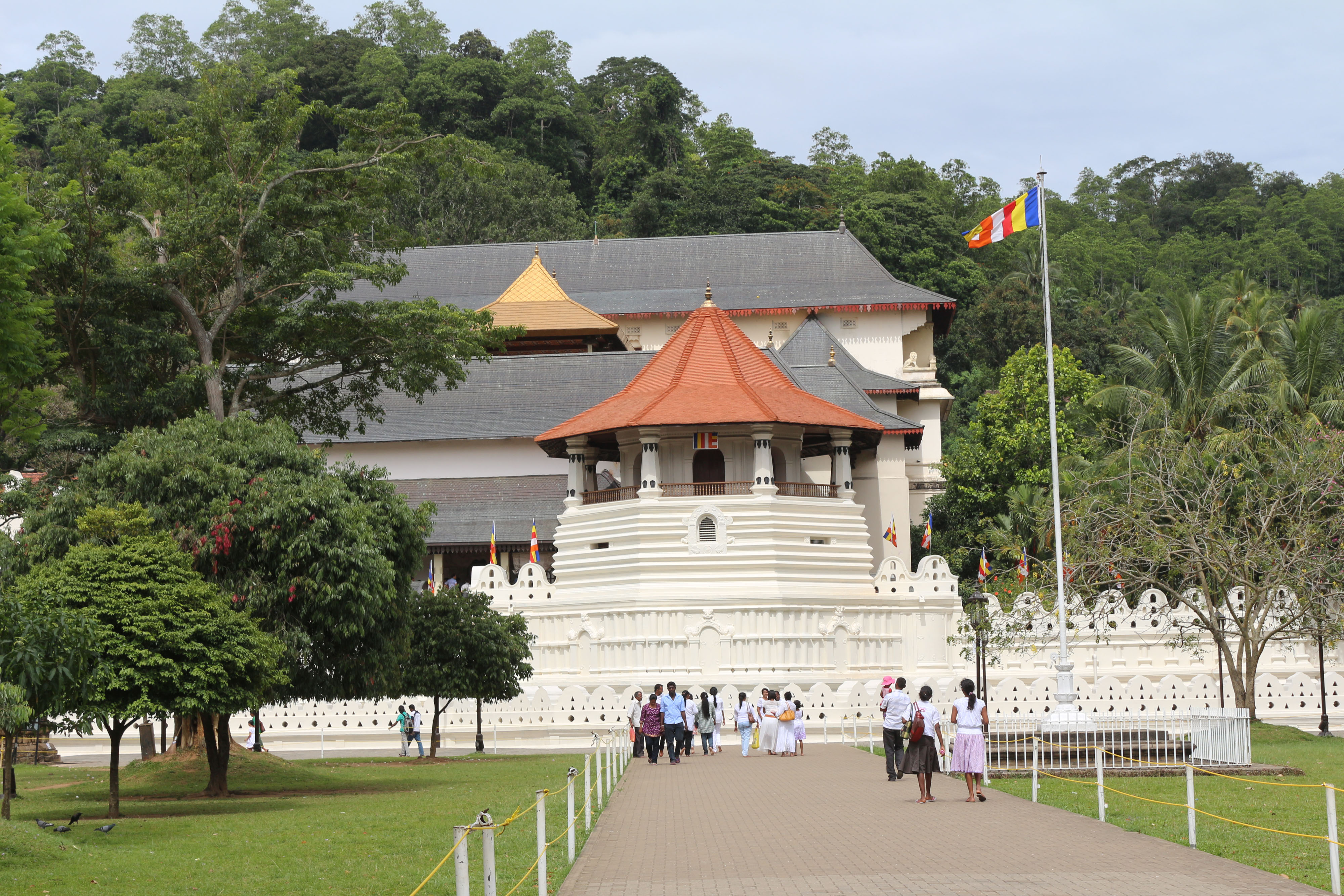
佛牙寺的正門。
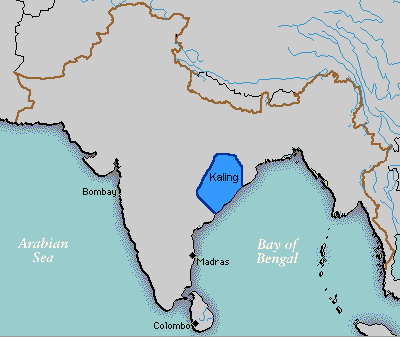
相傳佛牙舍利曾被保存在羯陵伽國。
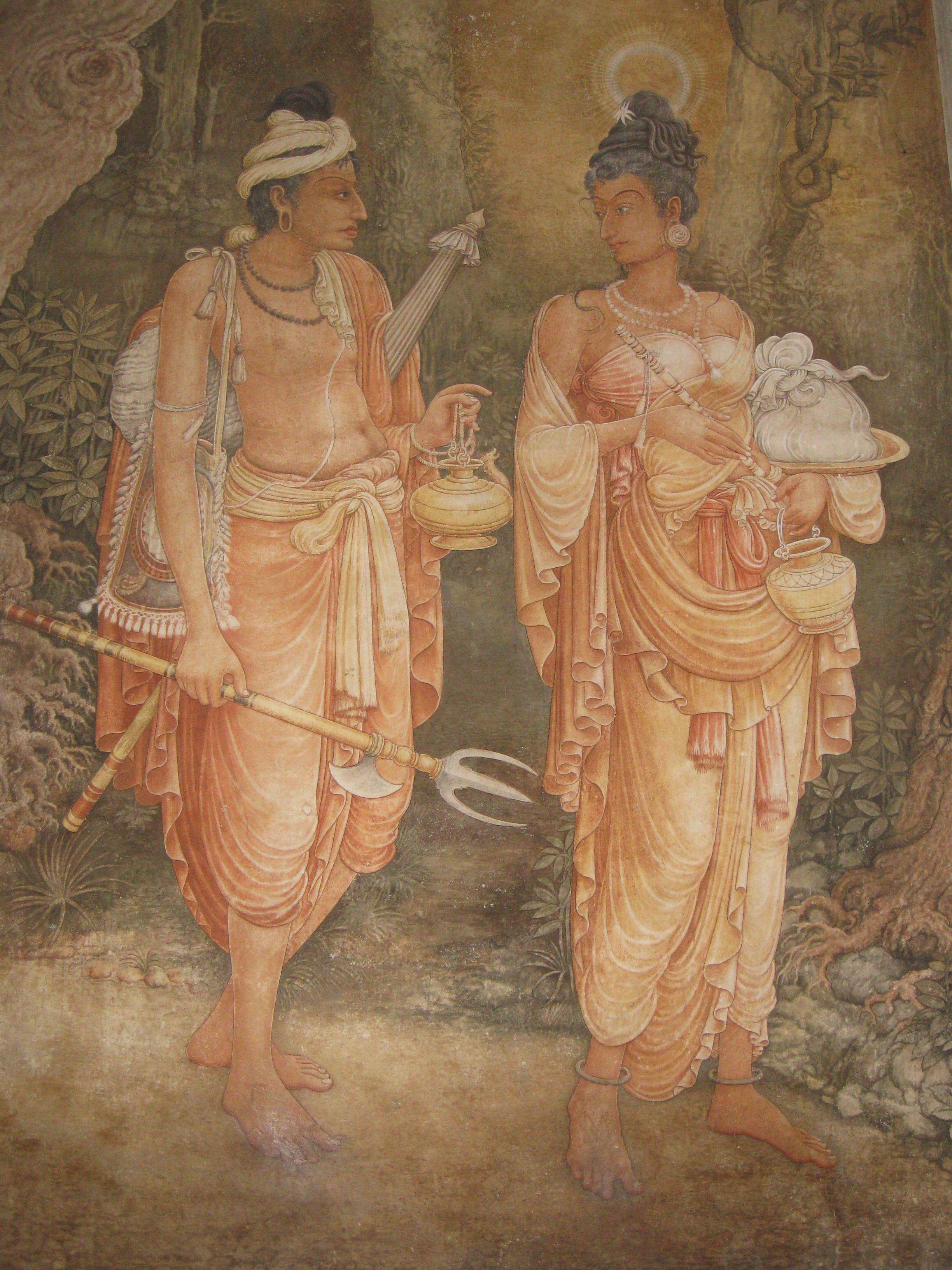
艾瑪瑪菈公主和丹塔王子的壁畫。據傳艾瑪瑪菈公主將佛牙舍利藏在髮髻中帶到斯里蘭卡。

相傳其中一顆佛牙舍利被保存在印度羯陵伽國，公元4世紀時，為避免佛牙舍利落入敵軍之手，印度王哥哈塞瓦（Guhasiva）命令公主艾瑪瑪菈（Hemamala）以及王子丹塔（Danta）將佛牙舍利運往斯里蘭卡。據傳，艾瑪瑪菈公主將佛牙舍利藏在髮髻中夾帶到斯里蘭卡，此後佛牙舍利便為斯里蘭卡王權的象徵，更是佛教徒心目中的聖物。
當時在位的斯國瞿他婆耶王（Gothabhaya）於阿努拉德普勒收到佛牙舍利後就將其供奉在一座神塔之中。後續興起的阿努拉德普勒王國（Kingdom of Anuradhapura）、波隆納魯瓦王國（Kingdom of Polonnaruwa）以及登巴德尼亞王國均於皇室住所鄰近處興建了佛牙寺。
15世紀的科提王朝（Kingdom of Kotte）時期，佛牙寺座落於斯里賈亞瓦德納普拉科特，直至康提王國的興起，當時的國王Vimaladharmasuriya一世將佛牙舍利遷移至城市並供奉在一座兩層樓高的建築物中，因時局動蕩，這座建築並未保存下來。 
1603年葡萄牙入侵期間，佛牙舍利被隱藏起來，直至半個世紀後國王Rajasingha二世將其帶回康提。據傳，國王重新修復原本被破壞的建築或新建了一所新寺廟，以供奉佛牙舍利。
現今的佛牙寺是Vira Narendra Sinha國王所建造的在Sri Vikrama Rajasinh國王統治期間，皇家建築師Devendra Moolacharya建置了八角寶塔（Paththirippuwa）和護城河，建築師為此受到讚譽，八角寶塔也成為康堤著名地標。

## 擴建與整修
位於佛教古都康提的佛牙寺曾遭葡萄牙人破壞，於18世紀重建與整修，規模比原本擴大。佛牙寺最受矚目的兩次人為破壞：
- 1989年，受到人民解放陣線的攻擊[8]。
- 1998年，受到坦米爾伊拉姆猛虎解放組織的爆炸襲擊[9]。

## 建築
佛牙寺的主體建於15世紀的康提王國時期，整座建築曾是皇家園林的一部分。佛牙寺呈八角形，結構精巧，周圍有白色高牆及護城河圍繞，圍牆四角建有四座印度教天神廟：那多天神廟、毗濕奴神廟、迦多羅迦摩神廟和帕蒂尼女神庙，據傳這四座寺廟是為了保護佛牙所建立的。

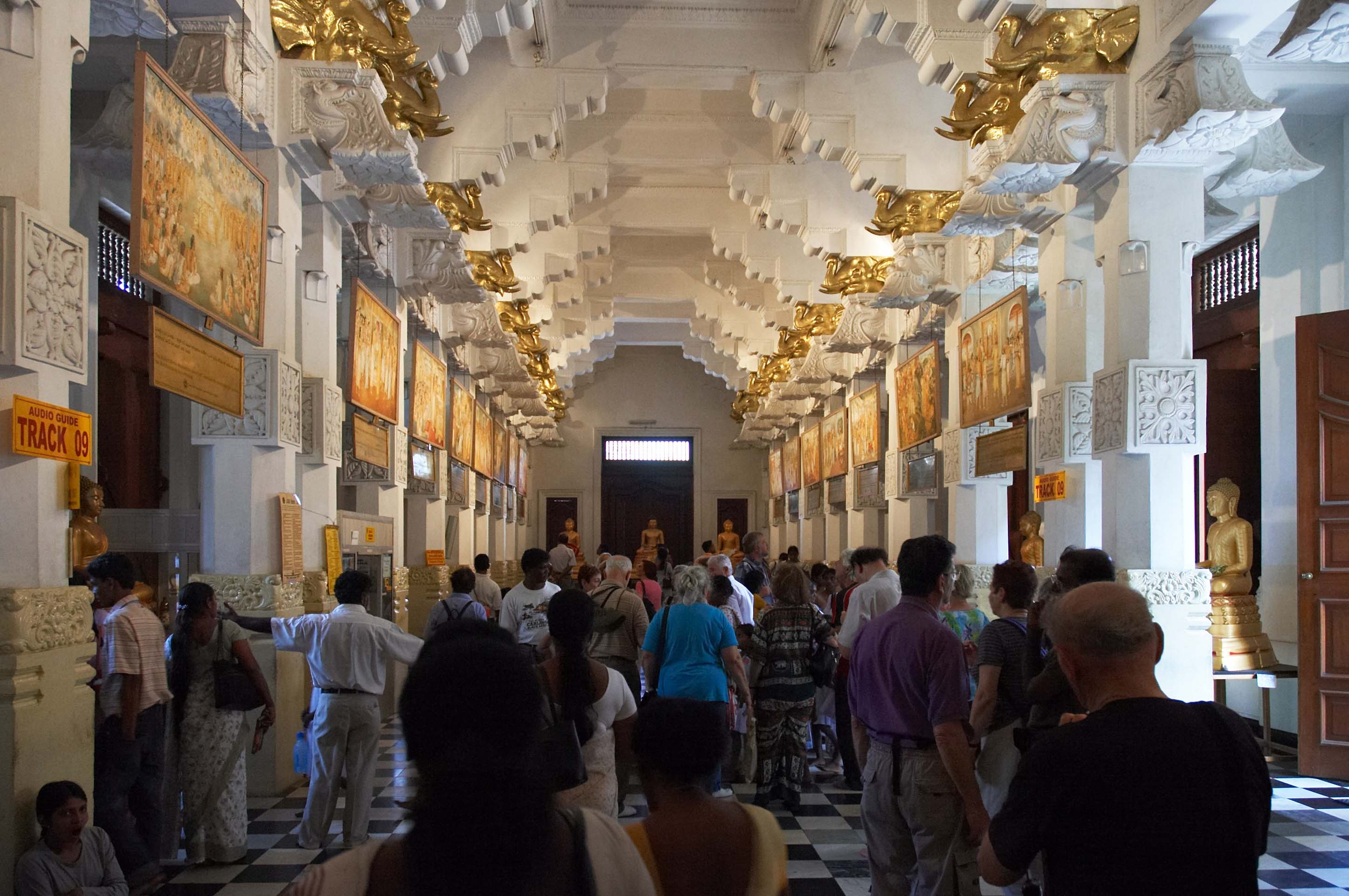
佛牙寺內部走廊。
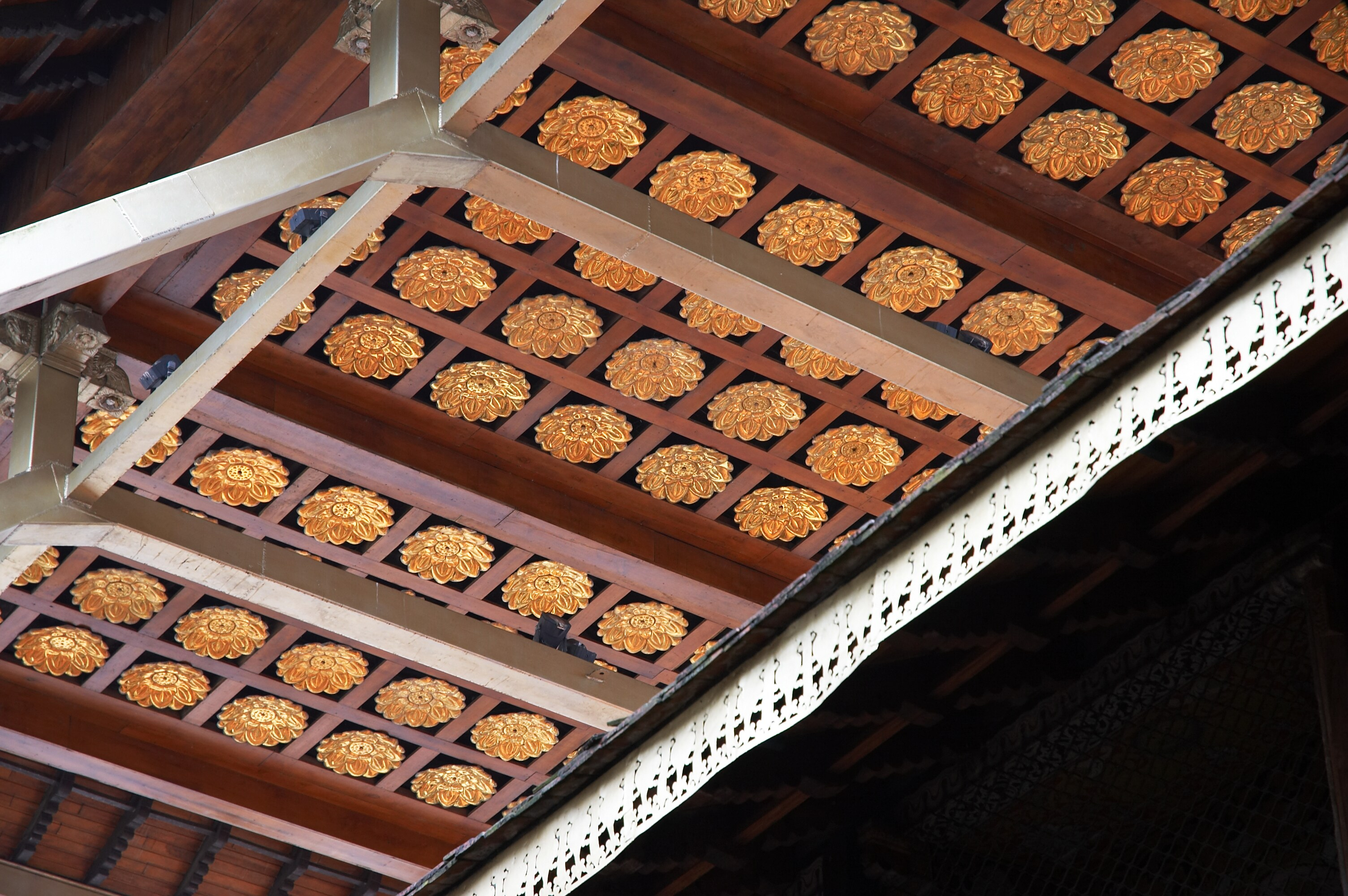
屋頂的精緻圖示。
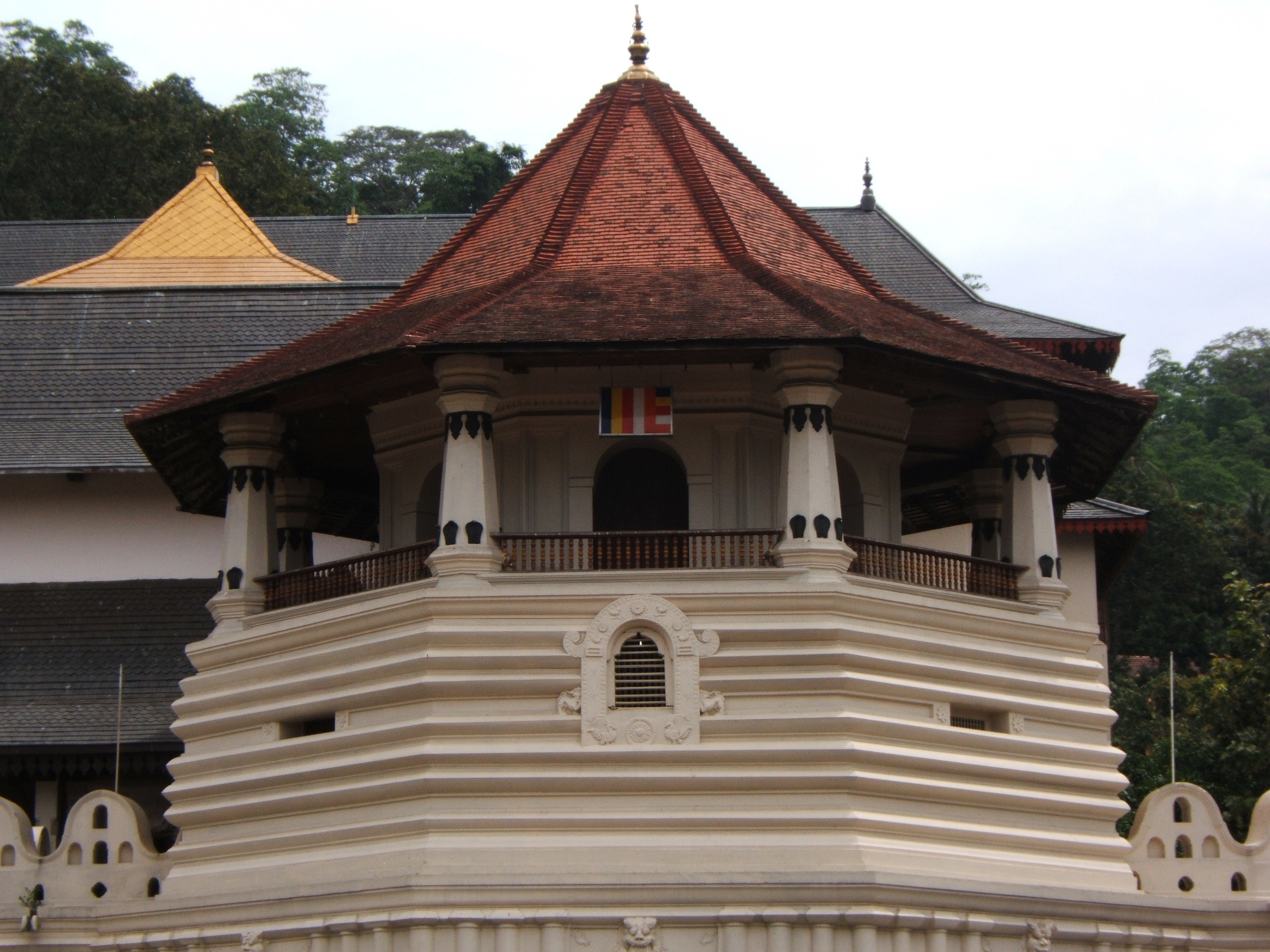
護城河裡面的八角寶塔樓为佛牙寺的標誌性建築。
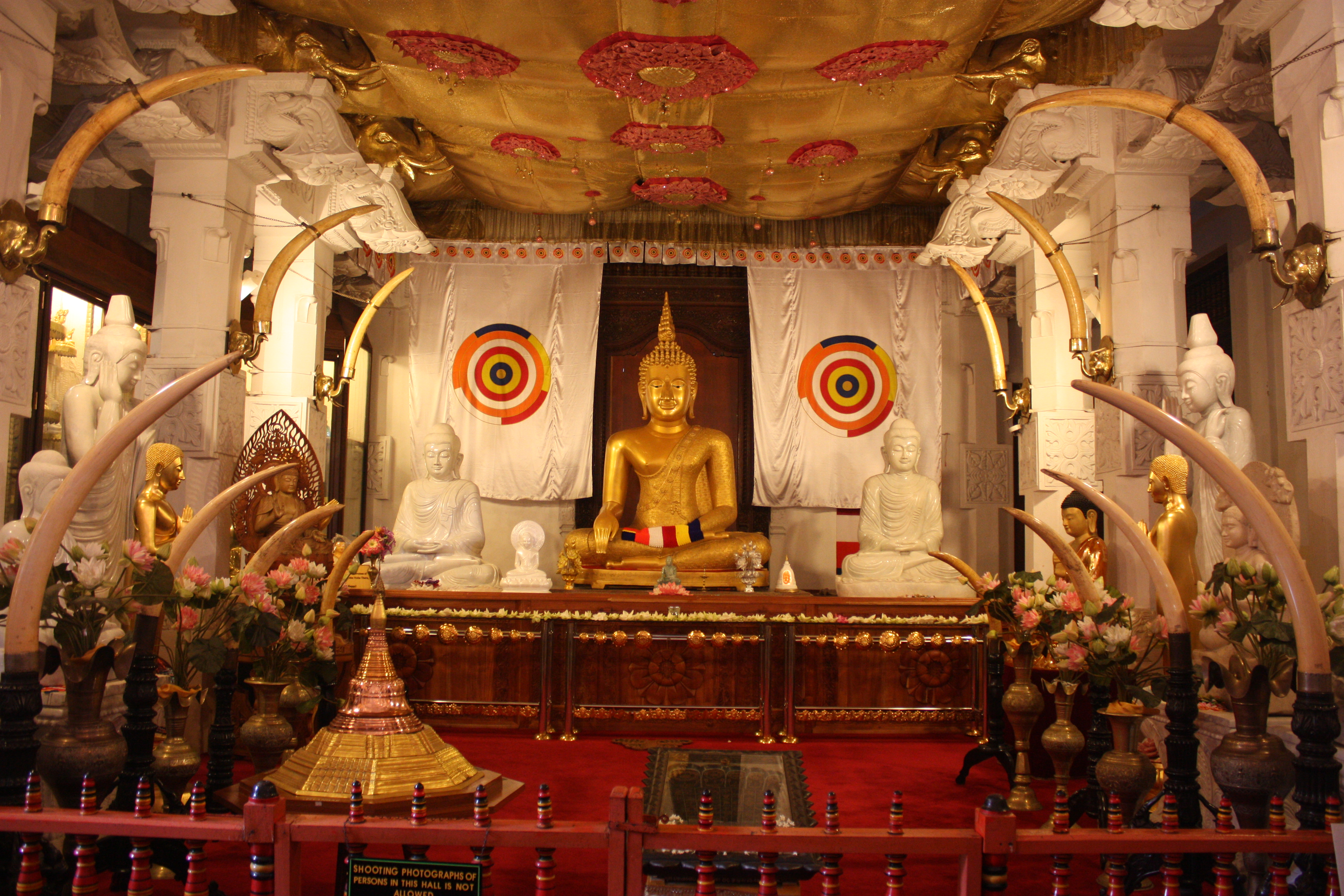
位於二樓内殿的金色坐佛。

寺院建在高约6米的基台上，共兩層建築，主要設有：佛殿、鼓殿、長廳、誦經廳、大寶庫以及內殿。
拱廊中壁畫描繪了佛牙節的盛況以及信徒朝拜之景象。二樓内殿正中央供奉着一尊巨大的金色坐佛，佛牙舍利被供奉在左側暗室內的六層黃金佛塔之中。
佛牙寺受到政府嚴密軍警保護，入廟參觀民眾必須接受安全檢查，入寺者務必脫鞋、服裝端莊，以示恭敬。

## 佛牙節
每年的七月下旬至八月中旬，康提会慶祝佛牙節，慶典期間會有盛裝的華麗大象在街头游行，以及各式民族舞蹈與表演。

## 外部連結
- 佛牙寺官方網站 （页面存档备份，存于）
- Temple of the Tooth Relic （页面存档备份，存于）

7°17′38″N 80°38′19″E / 7.29389°N 80.63861°E